# Лондонський морський договір (1936)
Лондонський морський договір 1936 року — міжнародний договір, укладений для продовження обмежень, накладених рішеннями Вашингтонської морської конференції 1921—1922 років та Лондонського морського договору 1930 року.

## Історія укладення
Через загострення протиріч у 1934 році США, Велика Британія та Японія провели переговори щодо уточнення обмежень з будівництва військово-морських кораблів.
Франція та Італія були присутні як спостерігачі.
У ході переговорів Японія висунула ряд вимог, які були неприйнятні для США та Великої Британії. Зокрема вона виступала за паритет у військово-морських озброєннях, тоді як попередні договори встановлювали співвідношення для Великої Британії, США та Японії 5:5:3 відповідно. Крім того, Японія хотіла враховувати лише загальну водотоннажність, без поділу на класи кораблів.
Переговори зайшли у глухий кут, і 29 грудня 1934 року Японія заявила про денонсацію всіх попередніх договорів з морських озброєнь.
У зв'язку із цим була скликана Лондонська морська конференція, яка проходила з 9 грудня 1935 року по 25 березня 1936 року.
У переговорах брали участь США, Велика Британія та Франція. Японія покинула конференцію 15 січня 1936 року. Італія взяла участь у конференції, але теж відмовилась підписувати договір.

## Умови договору
Договір встановлював не кількісні, а якісні обмеження на будівництво нових кораблів.

### Лінкори
Максимальна водотоннажність лінкорів становила 35 000 т. На кораблях дозволялось встановлювати 356-мм (14") гармати. У зв'язку із непідписанням договору Японією та Італією була зроблена примітка, що у випадку, коли ці країни не підпишуть договір до 1 квітня 1937 року, то країни-підписанти матимуть право збільшити калібр гармат до 406 мм (16").

### Авіаносці
Максимальна водотоннажність авіаносців встановлювалась у 23 000 т, максимальний калібр їх артилерійського озброєння — 155 мм (6,1").

### Крейсери
Максимальна водотоннажність крейсерів встановлювалась у 10 000 т. Крім того, крейсери ділились на 2 класи:
- крейсери з гарматами до 203 мм (8"). Їх будівництво та придбання заборонялось до кінця дії договору;
- крейсери водотоннажністю до 8000 т та гарматами до 155 мм (6,1"). Їх будівництво та придбання дозволялось;

### Підводні човни
Максимальна водотоннажність підводних човнів встановлювалась у 23 000 т, максимальний калібр їх артилерійського озброєння — 130 мм (5,1"). Крім того, обмежувалось використання підводних
човнів проти цивільних суден. Особлива увага приділялась порятунку членів екіпажу та пасажирів цивільних суден.

### Інші кораблі
Стосовно інших кораблів водотоннажністю до 3000 т та гарматами калібром до 155 мм (6,1") продовжували діяти умови Лондонського морського договору 1930 року.

## Наслідки
Договір був відкритим для підписання іншими країнами. Зокрема, 17 липня 1937 року до договору приєднався СРСР.
У зв'язку з тим, що Японія та Італія не приєднались до договору, 30 червня 1938 року був підписаний протокол про зміни в умовах договору, відповідно до якого максимальна водотоннажність лінкорів встановлювалась у 45 720 т, а максимальний калібр артилерійського озброєння — 406 мм (16").
Договір фактично припинив дію 1 вересня 1939 року з початком Другої світової війни.